# Esteban Jordán

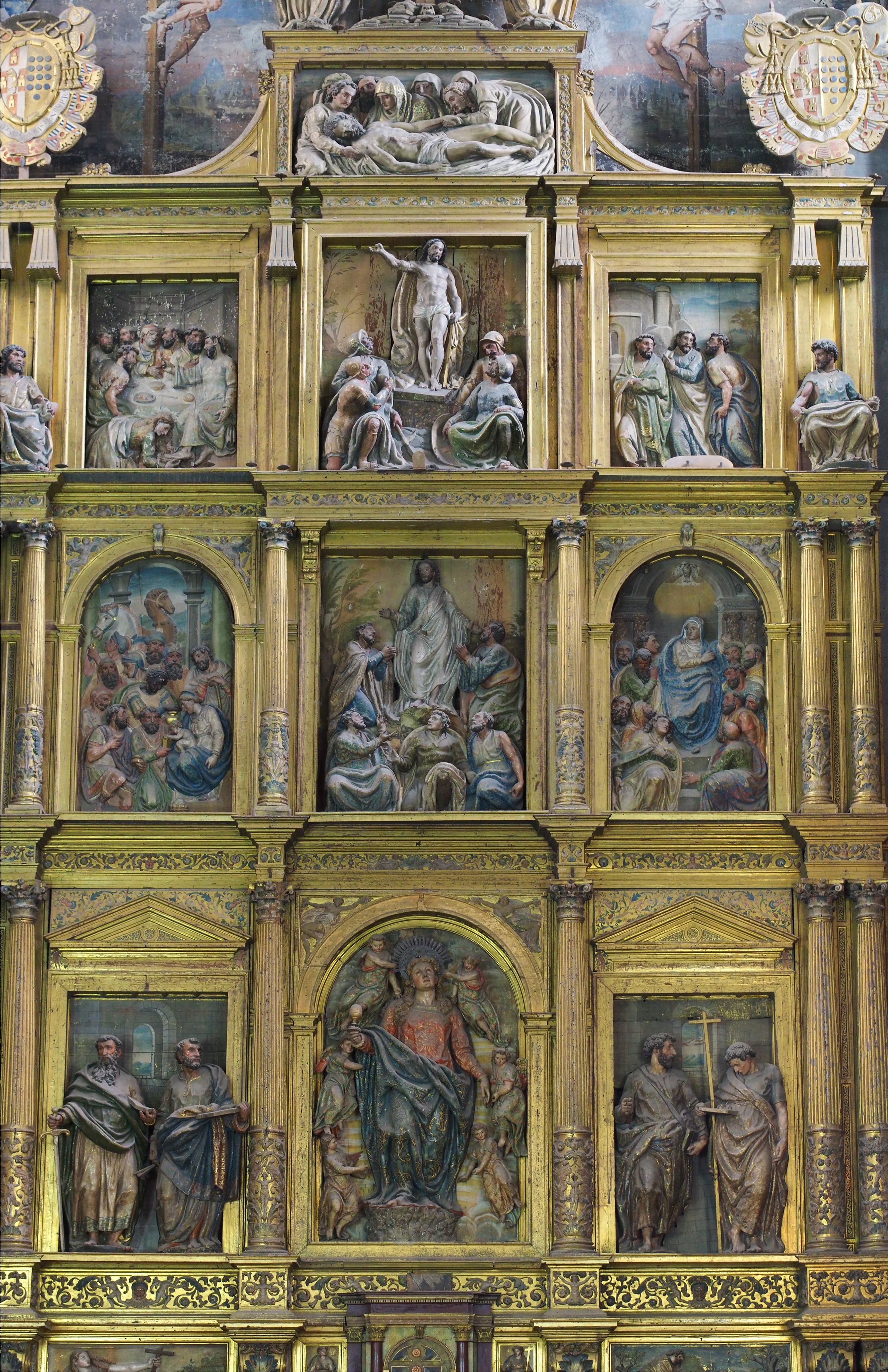
Esteban Jordán – Altarretabel der Kirche Santa Magdalena in Valladolid

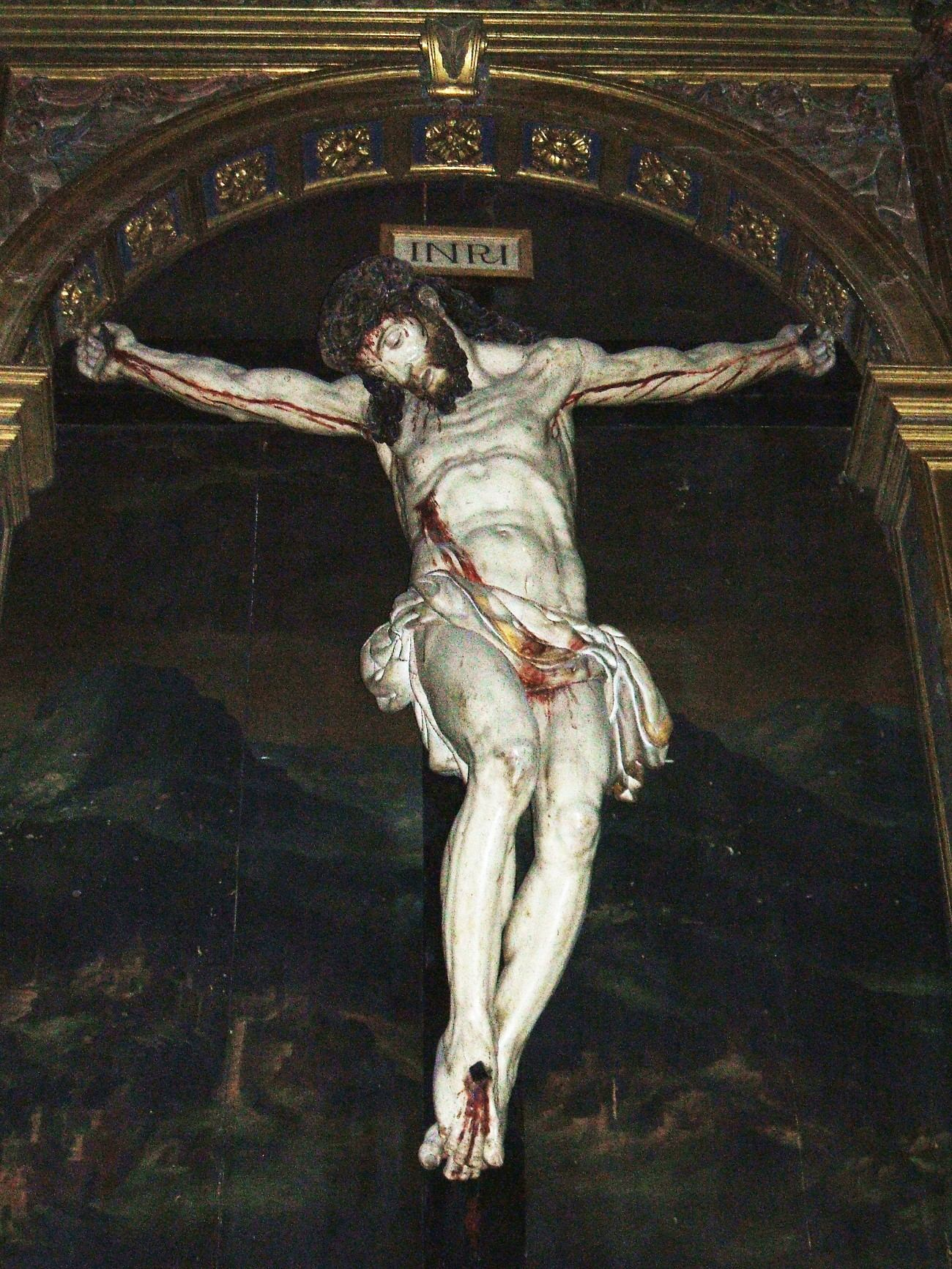
Esteban Jordán – Kruzifix in der Basilika Gran Promesa in Valladolid.

Esteban Jordán (* um 1530; † 1598 in Valladolid) war ein spanischer Bildhauer des 16. Jahrhunderts. Er arbeitete sowohl in Holz als auch in Stein.

## Leben und Werk
Über die geografische und familiäre Herkunft Esteban Jórdans ist nichts bekannt. Er war in erster Ehe verheiratet mit Felicia González Berruguete, der Nichte des Bildhauers Alonso Berruguete; seine zweite Ehe schloss er mit María Becerra, die wahrscheinlich zur Familie des Bildhauers Gaspar Becerra gehörte.
Sein erstes bekanntes Werk ist das Renaissance-Altarretabel der Iglesia de Santa Eulalia in der nordspanischen Stadt Paredes de Nava (1556). Die Zeit danach ist nicht belegt; im Jahr 1571 schloss er mit dem Monasterio de Santa María Magdalena in Medina del Campo einen Vertrag über die Bildhauerarbeiten an einem weiteren Altarretabel. Nach dessen Fertigstellung ging er nach Valladolid, wo er ein Retabel für die Kirche Santa María Magdalena schuf und gleichzeitig (1571) die Liegefigur auf dem Grabmal für den Bischof und Politiker Pedro de la Gasca anfertigte. Für die Basilika Gran Promesa schuf er ein manieristisches Kruzifix. Im Jahr 1577 übernahm er den Auftrag für die Anfertigung mehrerer Figuren am Trascoro der Kathedrale von León. Des Weiteren arbeitete er für die Iglesia de Santa María de Mediavilla in Medina de Rioseco. Im Jahr 1590 begann er mit den Arbeiten am Retabel der Iglesia de Santa María in Alaejos, der mehr als seine Frühwerke dem Barock verpflichtet ist. Noch in seinen letzten Lebensjahren erhielt er zahlreiche Aufträge, doch fehlen in den meisten Fällen die Dokumente, so dass vieles auf Zuschreibungen beruht.

### Grabmale
Auch an den nachfolgend genannten steinernen Grabmalen soll Esteban Jordán mitgewirkt haben:
- Bischof Álvaro de Mendoza im Kloster San José in Ávila
- Bischof Juan de Ortega in der Kirche Sancti Spiritus in Valladolid
- Erzbischof Alonso Velázquez in der Pfarrkirche von Tudela de Duero
- Bischof Juan de San Millán in der Kirche Santa Marina in León
- Bischof Pedro de la Gasca in der Kirche von La Magdalena in Valladolid